# Piskî, Romnî
Piskî (în ucraineană Піски) este un sat în comuna Korji din raionul Romnî, regiunea Sumî, Ucraina.

## Demografie
Componența lingvistică a localității Piskî
     Ucraineană (97,2%)
     Rusă (1,4%)
     Alte limbi (0,7%)
Conform recensământului din 2001, majoritatea populației localității Piskî era vorbitoare de ucraineană (97,2%), existând în minoritate și vorbitori de rusă (1,4%).